# Alice Kelley
Alice Amanda Kelley (* 14. Mai 1932 in Springfield, Missouri; † 27. Juni 2012 in Pasadena, Kalifornien) war eine US-amerikanische Schauspielerin. Sie spielte in den 1940er und 1950er Jahren in mehreren namhaften Kinofilmen mit. Darunter in Der Sohn von Ali Baba, Gegen alle Flaggen oder Das goldene Schwert. Darüber hinaus arbeitete sie vor ihrer Karriere als Schauspielerin auch als Model.

## Leben und Karriere
Alice Kelley wurde 1932 in Springfield im Bundesstaat Missouri als eines von fünf Kindern von Lewis Kelley, einem Pfarrer der christlichen Kirche, geboren. Im Alter von sieben Jahren zog die Familie nach Burbank, Kalifornien, wo Alice auch die Schule besuchte. Als Teenager begann Alice Kelley mit einer Karriere als Model und wurde 1948 schließlich zur Miss Junior America gekürt. Noch im gleich Jahr entdeckte sie ein Talentscout und brachte sie auch ins Filmgeschäft. Sie spielte erste kleine Rollen in Filmen wie Wirbel um Judy oder Die Braut des Monats. 1952 erhielt sie von Warner Brothers einen längerfristigen Vertrag. In George Shermans Abenteuerfilm Gegen alle Flaggen spielte sie kurz darauf die Rolle der Prinzessin Patma an der Seite von Hollywood-Stars wie Errol Flynn, Maureen O’Hara und Anthony Quinn. Es folgten weitere Filmauftritte wie in Der Sohn von Ali Baba, Eine abenteuerliche Frau oder in Nathan Jurans Abenteuerfilm Das goldene Schwert neben Schauspielerkollegen wie Rock Hudson oder Piper Laurie. 
Im Jahre 1953 heiratete sie den Leutnant der US Air Force Reserve Kenneth True Norris, Jr., und beendete anschließend ihre kurze Karriere in Hollywood. Norris wurde der Erbe von Norris Industries. 1955 wurde der erste Sohn geboren, im Jahr 1958 der zweite. 1996 kam ihr Mann bei einem Bootsunfall in Lake Arrowhead, Kalifornien ums Leben. Alice A. Norris lebte bis zu ihrem Tode im Jahr 2012 in Pasadena, Kalifornien.
Neben ihrer kurzen Karriere auf der Leinwand sah man sie zu Beginn der 1950er Jahre auch in wenigen Rollen bei Fernsehserien wie in The Silver Theatre oder in The Bigelow Theatre.

## Filmografie (Auswahl)

### Kino
- 1948: Wirbel um Judy (A Date with Judy)
- 1948: Die Braut des Monats (June Bride)
- 1951: Buckaroo Sheriff of Texas
- 1952: Francis Goes to West Point
- 1952: Der Sohn von Ali Baba (Son of Ali Baba)
- 1952: Gegen alle Flaggen (Against All Flags)
- 1953: Ma and Pa Kettle on Vacation
- 1953: Eine abenteuerliche Frau (Take Me to Town)
- 1953: Das goldene Schwert (The Golden Blade)
- 1953: Das gläserne Netz (The Glass Web)
- 1953: Walking My Baby Back Home
- 1954: Ma and Pa Kettle at Home

### Fernsehen
- 1950: The Silver Theatre (Fernsehserie, 1 Episode)
- 1950–1951: The Bigelow Theatre (Fernsehserie, 2 Episoden)